# Nosema
Nosema là một chi thực vật có hoa trong họ Hoa môi (Lamiaceae).

## Loài
Chi Nosema gồm các loài: